# Dreispitz (Berg)
Der Dreispitz ist ein Gebirgsmassiv südlich des Thunersees im Berner Oberland. Er liegt zwischen dem hinteren Suldtal und dem Spiggengrund.
Die Gipfel des Massivs liegen auf einem ca. 4 km langen Grat. Dieser beginnt im Westen beim Höchst, einer Gratschulter auf 2100 m, und erstreckt sich von da aus nach Ostnordost über das Felsbollwerk (ein Felskopf auf ca. 2430 m) zum 2520,1 m hohen Hauptgipfel und weiter zum Latrejespitz auf ca. 2430 m. Von dort läuft der Grat weiter nach Nordnordost über den First (2440 m) bis zur Witliflue, der abschliessenden Gratschulter auf 1968 m. Im Nordwesten führt ein weiterer Grat hinunter zum Renggpass und weiter zur Wätterlatte.
Der Name des Bergs stammt von der Hutform Dreispitz, an welche sein Gipfel erinnert. Es führt kein Wanderweg zum Gipfel, er ist aber in einer anspruchsvollen Bergwanderung begehbar.